# 赫恩德爾萬德山
47°42′26″N 12°35′10″E / 47.70722°N 12.58611°E
赫恩德爾萬德山（德語：Hörndlwand），是德國的山峰，位於該國南部，由巴伐利亞負責管轄，屬於基姆高山脈的一部分，海拔高度1,684米，每年平均降雨量1,889毫米。